# Liga a IV-a Cluj
Liga a IV-a Cluj este principala competiție fotbalistică din județul Cluj, organizată de Asociația Județeană de Fotbal (AJF) Cluj, situată în al patrulea eșalon al sistemului de ligi al fotbalului românesc.
Competiția este disputată de un număr variabil de echipe, în funcție de numărul echipelor retrogradate din Liga a III-a, al celor promovate din Liga a V-a Cluj, precum și al echipelor care se retrag sau se înscriu în competiție. Campioana poate sau nu să promoveze în Liga a III-a, în funcție de rezultatul barajului de promovare disputat împotriva campioanei dintr-o serie județeană vecină.

## Istoric

### Începuturile fotbalului clujean(1907-1919)
Deși pe hârtie seriile ligii a doua maghiare au fost formate în anul 1904, înființarea efectivă a lor a venit odată cu sezonul competitional 1907-1908. În seria Est cluburile fondatoare au fost Academia Comercială, Clubul Atletic și Clubul Sportiv Feroviar. Campionatul a fost întrerupt in 1914 din cauza izbucnirii Primului Război Mondial. Cu toate că sezonul 1917-18 a fost disputat în condiții extrem de dificile pe timp de război, nu a fost recunoscut ulterior ca oficial de federație. Dezmembrarea Imperiului Austro-ungar a dus la suspendarea campionatului 1918–1919 pe termen nedeterminat. După unirea Transilvaniei cu România a urmat o perioadă de meciuri amicale până la organizarea din anul 1920.

### În sistem districtual(1920-32)
Primul sezon a început în octombrie 1920 și s-a terminat pe 12 iunie 1921. 
Campionatul regional (1936-41), după o pauză de 4 ani în sezonul 1936-37 se reia campionatul regional într-un nou format. Au avut loc 5 sezoane apoi campionatul a trebuit întrerupt din cauza războiului. Primele două sezoane(1936-1938) ca nivelul al 4-lea, apoi din 1938 când s-a desființat Divizia C, ca nivelul al treilea.

### Revenirea pentru un sezon la sistemul districtual.
În sezonul 1941-1942, Federația Română de Fotbal a suspendat campionatul în curs și l-a înlocuit cu un „campionat de război”, competiție (Divizia A) dotată cu Cupa Basarabia, un trofeu oferit de ziarul Universul și Divizia B a fost denumită Cupa Eroilor. Cele 66 de cluburi din cele două divizii(Divizia A și Divizia B) au fost cumulate în 10 serii regionale, iar jocurile s-au jucat după sistemul tur-retur, în perioada septembrie 1941-aprilie 1942. După disputarea jocurilor din faza grupelor, 16 echipe s-au calificat în faza națională.

### Reluarea campionatul regional în noul format
După o pauză de 5 ani din sezonul 1946-47, se reia campionatul regional într-un nou format. Sezoanele 1950-1956 au loc în regim primăvară-toamnă impus de regimul pro-sovietic. În sezonul 1957-58 se revine la regimul toamnă-primăvară. Liga a III-a s-a jucat în mod sporadic, 1946-47, 1948-49, 1956, 1957-58, 1958-59, și se reia abia în 1963-64 în mod regulat. Practic, când Liga a III-a a avut loc, Campionatul regional a devenit al 4-lea nivel al competițiilor interne.

### Succesoarele campionatului regional
În 1968, în urma noii reorganizări administrative și teritoriale a țării, fiecare județ a înființat propriul campionat de fotbal, integrând echipele din fostele campionate regionale, precum și echipele care evoluau anterior în competițiile orășenești și raionale. Proaspăt înființatul Campionat Județean Cluj a fost pus sub autoritatea nou-înființatului Consiliu Județean pentru Educație Fizică și Sport (CJEFS) Cluj.
De atunci, organizarea și structura principalei competiții din Cluj, la fel ca și cele ale altor campionate județene, au suferit numeroase modificări. Între 1968 și 1992, competiția a fost cunoscută sub denumirea Campionatul Județean. În 1992 a fost redenumită Divizia C – Faza Județeană, din 1997 s-a numit Divizia D, iar din 2006 este cunoscută ca Liga a IV-a.

## Lista campioanelor
| Ed.                                              | Sezon                            | Campioană                                                                    |
| Liga a doua maghiară - Seria Est                 | Liga a doua maghiară - Seria Est | Liga a doua maghiară - Seria Est                                             |
| ------------------------------------------------ | -------------------------------- | ---------------------------------------------------------------------------- |
| 1                                                | 1907-08                          | Academia Comercială Cluj (1)                                                 |
| 2                                                | 1908-09                          | Academia Comercială Cluj (2)                                                 |
| 3                                                | 1909-10                          | Academia Comercială Cluj (3)                                                 |
| 4                                                | 1910-11                          | Clubul Gimnastic Cluj1 (1)                                                   |
| 5                                                | 1911-12                          | Academia Comercială Cluj (4)                                                 |
| Liga a doua maghiară - Seria Transilvaniei       |                                  |                                                                              |
| 6                                                | 1912-13                          | Clubul Gimnastic Cluj (2)                                                    |
| 7                                                | 1913-14                          | Club Atletic Cluj (1)                                                        |
| –                                                | 1914-17                          | Nu s-a disputat (Primul Război Mondial)                                      |
| –                                                | 1917-182                         | Clubul Gimnastic Cluj (3)                                                    |
| 8                                                | 1918-19                          | Club Atletic Cluj (2)                                                        |
| –                                                | 1919-20                          | Nu s-a disputat (Schimbări teritoriale)                                      |
| Campionatul Districtual - Seria Cluj             |                                  |                                                                              |
| 9                                                | 1920–21                          | Victoria Cluj (1)                                                            |
| Campionatul Districtual - Seria Cluj/Târgu Mureș |                                  |                                                                              |
| 10                                               | 1921–22                          | Victoria Cluj (2)                                                            |
| Campionatul Districtual - Seria Cluj             |                                  |                                                                              |
| 11                                               | 1922–23                          | Victoria Cluj (3)                                                            |
| 12                                               | 1923–24                          | Universitatea Cluj (1)                                                       |
| 13                                               | 1924–25                          | Universitatea Cluj (2)                                                       |
| 14                                               | 1925–26                          | Victoria Cluj (4)                                                            |
| 15                                               | 1926–27                          | Universitatea Cluj (3)                                                       |
| 16                                               | 1927–28                          | România Cluj (5)                                                             |
| 17                                               | 1928–29                          | România Cluj (6)                                                             |
| 18                                               | 1929–30                          | Universitatea Cluj (4)                                                       |
| 19                                               | 1930–31                          | Universitatea Cluj (5)                                                       |
| 20                                               | 1931–32                          | Universitatea Cluj (6)                                                       |
| 21-26                                            | 1936–41                          | Nu sunt date                                                                 |
| 27                                               | 1941–422                         | Arieșul Turda (1), U Cluj (7)                                                |
| 28-32                                            | 1942-46                          | Partea de sud a județului nu sunt date, pentru partea de nord - vezi mai jos |
| NB IV - Seria Cluj                               |                                  |                                                                              |
| 28                                               | 1940-41                          | Carnea Cluj (1), Electrica Cluj (1)                                          |
| 29                                               | 1941-42                          | AS Bastionul Cluj (1)                                                        |
| 30                                               | 1942-43                          | CA U Cluj (1)                                                                |
| 31                                               | 1943–44                          | Colegiul de Agricultură Cluj (1)                                             |
| 32                                               | 1944–453                         | CFM Cluj (4)                                                                 |
| Campionatul Districtual                          |                                  |                                                                              |
| 33                                               | 1945-46                          | Universitatea Cluj (8)                                                       |
| 34-37                                            | 1946–50                          | Nu sunt date                                                                 |

| Ed.                  | Sezon                | Campioană                                                       |
| Campionatul Regional | Campionatul Regional | Campionatul Regional                                            |
| -------------------- | -------------------- | --------------------------------------------------------------- |
| 38                   | 1951                 | Flamura Roșie Cluj (2)                                          |
| 39                   | 1952                 | Flamura Roșie Turda (1)                                         |
| 40                   | 1953                 | Flamura Roșie Cluj (3)                                          |
| 41                   | 1954                 | Progresul Bistrița (1)                                          |
| 42                   | 1955                 | Nu sunt date                                                    |
| 43                   | 1956                 | Gloria Bistrița (2)                                             |
| 44                   | 1957–58              | Metalul Aiud (1)                                                |
| 45                   | 1958–59              | Nu sunt date                                                    |
| 46                   | 1959–60              | Sticla Arieșul Turda (2)                                        |
| 47                   | 1960–61              | Soda Ocna Mureș (1)                                             |
| 48                   | 1961–62              | Unirea Dej (1)                                                  |
| 49                   | 1962–63              | Gloria Bistrița (3)                                             |
| 50                   | 1963–64              | AS Aiud (1)                                                     |
| 51                   | 1964–65              | CIL Gherla (1)                                                  |
| 52                   | 1965–66              | Medicina Cluj (1)                                               |
| 53                   | 1966–67              | Gloria Bistrița (4)                                             |
| 54                   | 1967–68              | Gloria Bistrița (5)(Seria Someș) Arieșul Turda (3)(Seria Mureș) |
| Campionatul Județean |                      |                                                                 |
| 1                    | 1968–69              | Dermata Cluj                                                    |
| 2                    | 1969–70              | Cimentul Turda                                                  |
| 3                    | 1970–71              | Tehnofrig Cluj                                                  |
| 4                    | 1971–72              | Construcții Montaj Cluj                                         |
| 5                    | 1972–73              | Cimentul Turda                                                  |
| 6                    | 1973–74              | Construcții Montaj Cluj                                         |
| 7                    | 1974–75              | Tehnofrig Cluj                                                  |
| 8                    | 1975–76              | Electrometal Cluj                                               |
| 9                    | 1976–77              | Construcții Montaj Cluj                                         |
| 10                   | 1977–78              | Viitorul ICMA Cluj                                              |
| 11                   | 1978–79              | CFR Turda                                                       |
| 12                   | 1979–80              | Olimpia Gherla                                                  |
| 13                   | 1980–81              | Olimpia Gherla                                                  |
| 14                   | 1981–82              | Olimpia Gherla                                                  |
| 15                   | 1982–83              | Unirea Dej                                                      |
| 16                   | 1983–84              | Motorul IRA Cluj                                                |
| 17                   | 1984–85              | Electrometal Cluj                                               |
| 18                   | 1985–86              | Construcții Montaj Cluj                                         |
| 19                   | 1986–87              | Construcții Montaj Cluj                                         |
| 20                   | 1987–88              | CUG Cluj                                                        |
| 21                   | 1988–89              | Unirea Dej                                                      |
| 22                   | 1989–90              | Electrometal Cluj                                               |
| 23                   | 1990–91              | Sticla Arieșul Turda                                            |
| 24                   | 1991–92              | Dermata Cluj                                                    |

| Ed.                        | Sezon                      | Campioană                      |
| Divizia C - Faza județeană | Divizia C - Faza județeană | Divizia C - Faza județeană     |
| -------------------------- | -------------------------- | ------------------------------ |
| 25                         | 1992–93                    | Industria Sârmei Câmpia Turzii |
| 26                         | 1993–94                    | Sticla Arieșul Turda           |
| 27                         | 1994–95                    | Industria Sârmei Câmpia Turzii |
| 28                         | 1995–96                    | Olimpia Gherla                 |
| 29                         | 1996–97                    | Olimpia Gherla                 |
| Divizia D                  |                            |                                |
| 30                         | 1997–98                    | Cimentul Turda                 |
| 31                         | 1998–99                    | Minerul Ocna Dej               |
| 32                         | 1999–00                    | Minerul Iara                   |
| 33                         | 2000–01                    | Romsco Cluj                    |
| 34                         | 2001–02                    | CF Dej                         |
| 35                         | 2002–03                    | Minerul Iara                   |
| 36                         | 2003–04                    | Știința Cluj                   |
| 37                         | 2004–05                    | Sănătatea Cluj                 |
| 38                         | 2005–06                    | Universitatea 1919 Cluj        |
| Liga a IV-a                |                            |                                |
| 39                         | 2006–07                    | Minerul Iara-Băișoara          |
| 40                         | 2007–08                    | CFR Cluj II                    |
| 41                         | 2008–09                    | Arieșul Turda II               |
| 42                         | 2009–10                    | Unirea Florești                |
| 43                         | 2010–11                    | Leii Tritenii de Jos           |
| 44                         | 2011–12                    | Vulturii Vultureni             |
| 45                         | 2012–13                    | Unirea Jucu                    |
| 46                         | 2013–14                    | Plaiul Iacobeni                |
| 47                         | 2014–15                    | Potaissa Turda                 |
| 48                         | 2015–16                    | Viitorul Feleacu               |
| 49                         | 2016–17                    | Universitatea Cluj             |
| 50                         | 2017–18                    | Sticla Arieșul Turda           |
| 51                         | 2018–19                    | ACS Florești                   |
| 52                         | 2019–20                    | Someșul Dej                    |
| 53                         | 2020–21                    | Viitorul Cluj                  |
| 54                         | 2021–22                    | Supporter 2.0 Cluj             |
| 55                         | 2022–23                    | Arieșul Mihai Viteazu          |
| 56                         | 2023–24                    | Vulturul Mintiu Gherlii        |
| 57                         | 2024–25                    | Sticla Arieșul Turda           |

1 Fostul CS Feroviar Cluj - actualmente CFR Cluj.
2 Sezon neoficial.
3 Sezon întrerupt în etapa a doua din cauza înaintării frontului.

## Palmares
Campionatul Județean Cluj
| Club                           | Titluri | Sezoane căștigătoare                        |
| ------------------------------ | ------- | ------------------------------------------- |
| Construcții Montaj Cluj-Napoca | 5       | 1971–72, 1973–74, 1976–77, 1985–86, 1986–87 |
| Olimpia Gherla                 | 5       | 1979–80, 1980–81, 1981–82, 1995–96, 1996–97 |
| Sticla Arieșul Turda           | 4       | 1990–91, 1993–94, 2017–18, 2024–25          |
| Electrometal Cluj-Napoca       | 3       | 1975–76, 1984–85, 1989–90                   |
| Cimentul Turda                 | 3       | 1969–70, 1972–73, 1997–98                   |
| Minerul Iara                   | 3       | 1999–00, 2002–03, 2006–07                   |
| Tehnofrig Cluj-Napoca          | 2       | 1970–71, 1974–75                            |
| Unirea Dej                     | 2       | 1982–83, 1988–89                            |
| Dermata Cluj-Napoca            | 2       | 1968–69, 1991–92                            |
| Industria Sârmei Câmpia Turzii | 2       | 1992–93, 1994–95                            |
| Universitatea 1919 Cluj-Napoca | 2       | 2003–04, 2005–06                            |
| ACS Florești                   | 2       | 2009–10, 2018–19                            |
| Viitorul ICMA Cluj-Napoca      | 1       | 1977–78                                     |
| CFR Turda                      | 1       | 1978–79                                     |
| Motorul IRA Cluj-Napoca        | 1       | 1983–84                                     |
| CUG Cluj-Napoca                | 1       | 1987–88                                     |
| Minerul Ocna Dej               | 1       | 1998–99                                     |
| Romsco Cluj-Napoca             | 1       | 2000–01                                     |
| CF Dej                         | 1       | 2001–02                                     |
| Sănătatea Cluj-Napoca          | 1       | 2004–05                                     |
| CFR Cluj II                    | 1       | 2007–08                                     |
| Arieșul Turda II               | 1       | 2008–09                                     |
| Leii Tritenii de Jos           | 1       | 2010–11                                     |
| Vulturii Vultureni             | 1       | 2011–12                                     |
| Unirea Jucu                    | 1       | 2012–13                                     |
| Plaiul Iacobeni                | 1       | 2013–14                                     |
| Potaissa Turda                 | 1       | 2014–15                                     |
| Viitorul Feleacu               | 1       | 2015–16                                     |
| Universitatea Cluj             | 1       | 2016–17                                     |
| Someșul Dej                    | 1       | 2019–20                                     |
| Viitorul Cluj                  | 1       | 2020–21                                     |
| Supporter 2.0 Cluj-Napoca      | 1       | 2021–22                                     |
| Arieșul Mihai Viteazu          | 1       | 2022–23                                     |
| Vulturul Mintiu Gherlii        | 1       | 2023–24                                     |

Campionatul Regional Cluj
| Club               | Titluri | Sezoane căștigătoare   |
| ------------------ | ------- | ---------------------- |
| Gloria Bistrița    | 3       | 1954, 1966–67, 1967–68 |
| Flamura Roșie Cluj | 2       | 1951, 1953             |
| Arieșul Turda      | 2       | 1952, 1967–68          |
| Unirea Dej         | 1       | 1961–62                |
| AS Aiud            | 1       | 1963–64                |
| CIL Gherla         | 1       | 1964–65                |
| Medicina Cluj      | 1       | 1965–66                |

Campionatul Districtual Cluj
| Club               | Titluri | Sezoane căștigătoare                                          |
| ------------------ | ------- | ------------------------------------------------------------- |
| Universitatea Cluj | 7       | 1923–24, 1924–25, 1926–27, 1929–30, 1930–31, 1931–32, 1945-46 |
| Victoria Cluj      | 6       | 1920–21, 1921–22, 1922–23, 1925–26, 1927–28, 1928–29          |